# Tagea Brandt
Tagea Dorothea Brandt, geborene Rovsing, (* 17. März 1847 in Kopenhagen; † 6. Juni 1882 in Odense) war eine dänische Frauenrechtlerin.

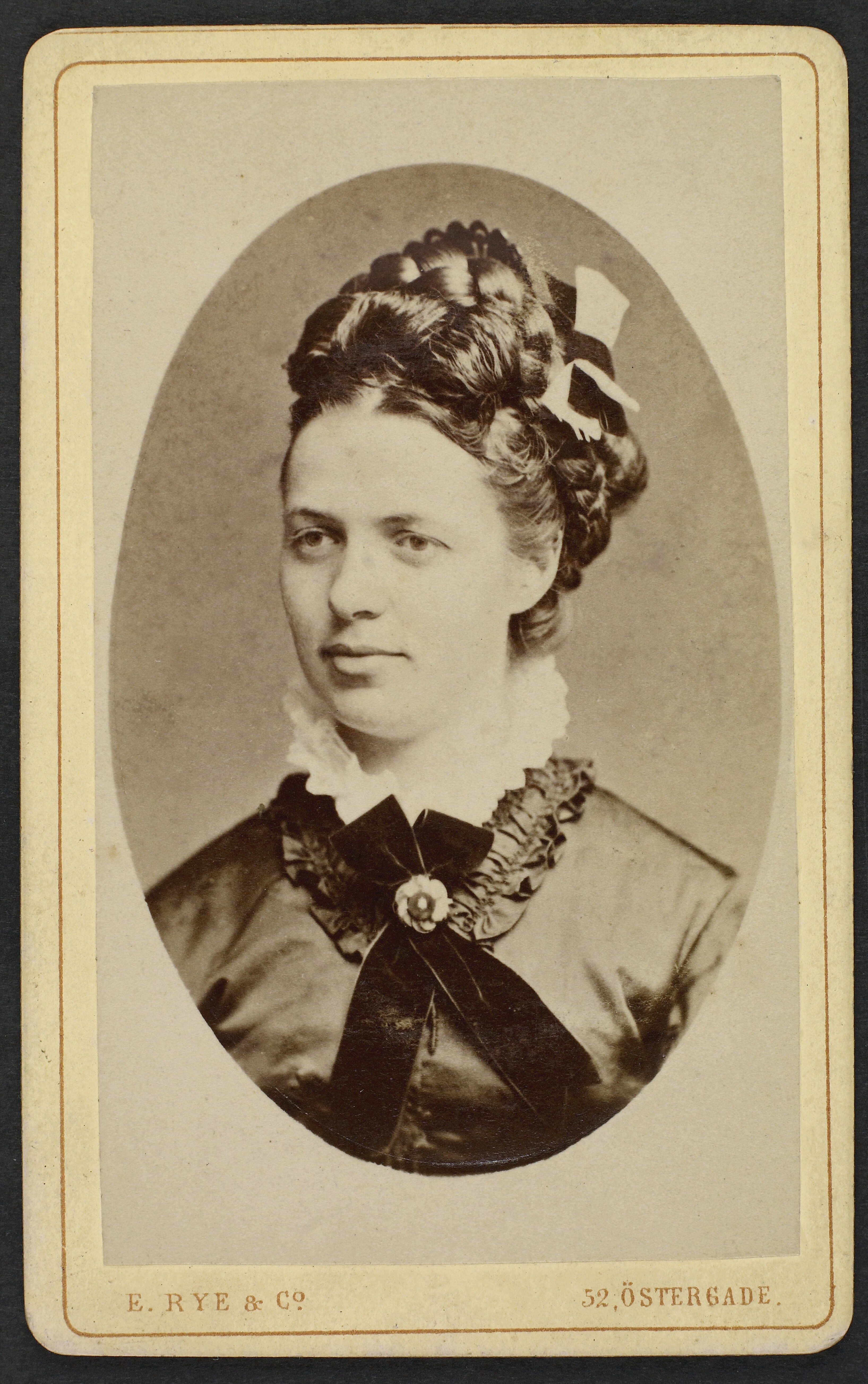
Tagea Brandt fotografiert von Carl Edvard Emil Rye

## Herkunft
Tagea Brandt war die Tochter des Politikers und Professors Kristen Rovsing (1812–1889), Direktor der Borgerdydskolen (deutsch Schulen der bürgerlichen Tugend), einer angesehenen und elitären Privatschule für Jungen und junge Männer und seiner Frau Marie Nicolina Theodora Rovsing (1814–1888), geborene Schack, die eine Zeit lang Vorsitzende der Dänischen Frauengesellschaft (dänisch Dansk Kvindesamfund) war.
Sie selbst wurde als Kind in die Døtreskolen (deutsch Töchterschule) von 1791 in Kopenhagen aufgenommen. Im Alter von 14 Jahren wurde sie 1861 mit ihrer Freundin Sophie Alberti, der späteren Vorsitzenden von Kvindelig Læseforening (deutsch Frauen-Leseverein), nach Paris geschickt, um Französisch zu lernen. Das Elternhaus von Tagea Brandt war ein Treffpunkt für die Frauen der aufstrebenden Frauenrechte. Ihre Mutter war eine der hartnäckigen ersten Vorstandsmitglieder der Dänischen Frauengesellschaft und eine begeisterte Unterstützerin des Kvindelig Læseforening. Der Eifer ihrer Mutter für die Reform der Bildungs- und Arbeitsbedingungen von Frauen scheint jedoch nicht zu ähnlichen Wetten auf Tagea Brandt und ihre Schwester Estrid als potenziell selbstständige Frauen geführt zu haben.

## Leben
Tagea Brandt begleitete ihre Mutter und ihre Schwester in das 1872 gegründete Kvindelig Læseforening (deutsch Weibliche Lesevereinigung). Hier war sie 1877 bis 1880 Vorstandsmitglied mit Kirstine Frederiksen als Vorsitzende. Sie war auch Sekretärin und Lesesaalinspektorin des Vereins, beliebt für ihren klaren Verstand und ihren Optimismus. Im Jahr 1878 kam ihre Freundin Sophie Alberti als Vorstandskollegin in das Leitungsgremium.
Zwei Jahre später legte sie ihren Vorstandsposten wegen der bevorstehenden Heirat mit dem 7 Jahre jüngeren Fabrikantensohn Vilhelm Brandt nieder, den sie bereits 1871 kennengelernt hatte. Tagea Brandt heiratete am 19. August 1881 im Alter von 33 Jahren den Textilfabrikanten Vilhelm Brandt (* 7. April 1854 in Odense; † 12. Dezember 1921 in Montreux, Schweiz), Sohn des Fabrikanten Morten Kisbye Brandt und seiner Frau Sidsel Ottomine Vincentine Lange.
Der Ehemann besaß gemeinsam mit seinem Bruder S. Chr. Brandt, Brandts Klædefabrik in Odense, einem der expandierenden und großen Industrieunternehmen der Zeit. Doch die Ehe war nur von kurzer Dauer, denn Tagea Brandt starb bereits nach einem Jahr 1882 an einer unheilbaren Blutkrankheit.

## Stiftung von Tagea Brandts Rejselegat
Der frühe Tod von Tagea Brandt mit 34 Jahren war ein Schock, den Vilhelm Brandt nie überstand. Er versuchte die Erinnerung an sie wach zu halten und sicherte mit seinen nachfolgenden Initiativen Tagea Brandt einen Namen in der dänischen Frauenbewegung. Unter anderem gab er Geld an Kvindelig Læseforening, aber die Stiftung von Tagea Brandts Rejselegat (deutsch Tagea Brandts Reisestipendium) für Frauen im Jahr 1905 wurde seine größte und nostalgischste Spende. Das Stipendium war gemäß der Gründungssatzung von 1922 als Ehrengeschenk ausschließlich an herausragende Frauen in Wissenschaft, bildender Kunst, Musik, Literatur und darstellenden Künsten und hier vor allem an Schauspielerinnen am Königlich Dänischen Theater gedacht. Das Stipendium sollte in einem freigeistigen, aber konservativen Geist vergeben werden. Der Preis wurde erstmals 1924, wenige Jahre nach Vilhelm Brandts Tod, verliehen.
Zu den ersten Preisträgern gehörten die Malerin Anna Ancher, die Historikerin Ellen Jørgensen, die Physikerin Kirstine Meyer und die Schauspielerinnen Betty Hennings, Oda Nielsen, Betty Nansen und Anna Bloch.